# Fritz Augustus Heinze
Pour les articles homonymes, voir Heinze (homonymie).
Fritz Augustus Heinze (API : /ˈhaɪntsə/), né le 5 décembre 1869 à Brooklyn et mort le 4 novembre 1914 à Saratoga, est un entrepreneur américain du début du XXe siècle.

## Biographie
Il fut l'un des trois « rois du cuivre »  de Butte, dans le Montana, avec William Andrews Clark et Marcus Daly.  Heinze reste l'une des figures les plus hautes en couleur de l'histoire industrielle du Montana.
Fritz Augustus Heinze s'installe en 1906 à New York où il joue un rôle majeur dans la Panique bancaire américaine de 1907, partie d'une tentative de corner sur les actions de sa société. Il devint proche du banquier Charles W. Morse, qui finança l'opération. Le frère de Fritz Augustus, Otto, fut l'architecte du corner de l'United Copper Company, qui se solda par un échec et une chute générale des cours.